# 遅漏
遅漏（ちろう）は、性交時の射精に至るまでの時間が本人の意思に反して過度に遅れることをいう。同義語は遅発射精、対義語は早漏。
一般的な定義としては「 本人の意思とは関係なく射精に時間がかかったり、射精できなかったりする状態 」を指す。個人差が大きいが、挿入から15分以上かかる場合は、自動防御機能である愛液が乾くので女性の膣に傷や痛みが発生する原因となる。射精障害の一種であり、不妊の原因の1つ。

## 原因
激しい自慰行為のし過ぎによる男性器の感覚低下、足ピン状態等の特異な状態でのマスターべーションによるといわれているが、心理的な原因の場合も多い。また飲酒などによって感覚が鈍くなり、遅くなる場合もある。特に、刺激的なマスターベーションをし過ぎて遅漏になると膣内射精障害になる可能性も存在する。
メイルレイプをされた等の性的なトラウマを抱えている場合や、子供の頃に行き過ぎた純潔教育を受け性行為を不浄なものと考えて深層心理でブレーキをかけている場合が多いといわれる。また、抑鬱状態や神経症あるいは薬物（アルコールその他）によって、または糖尿病などによる皮膚感覚の低下によって起きることがある。
初体験など緊張をともなう性交によって起きることもある。加齢や体調不良で一時的に遅漏に陥る場合があるが、このときに放っておくと慢性化したり最悪の場合勃起不全に陥ることがある。
また女性の立場から見た際、早漏と遅漏どちらが良いかとの問いには女性の7割が早漏を好むと答えているデータもある。

## 対処法
- 深層心理に問題を抱えている場合が多いためまずは精神科・心療内科に相談した方がいい。
- 自慰行為の方法を自然なセックスに近づける、直前までマスタべーションで高めてから行う等あるが、精神面での問題が原因である場合はカウンセリング等が必要になるので医療機関を受診した方がよい。

## 対義語
- 早漏